# Comuna Crucea, Suceava
Crucea este o comună în județul Suceava, Moldova, România, formată din satele Chiril, Cojoci, Crucea (reședința) și Satu Mare.
Principalul venit al satului este mina de uraniu. Datorită acesteia, Crucea este o potențială zonă turistică.
Până la reforma administrativă din 1950 a făcut parte din județul Neamț.

## Demografie
Componența etnică a comunei Crucea
     Români (93,18%)
     Alte etnii (0%)
     Necunoscută (6,82%)
Componența confesională a comunei Crucea
     Ortodocși (90,65%)
     Adventiști (1,26%)
     Alte religii (1,01%)
     Necunoscută (7,08%)
Conform recensământului efectuat în 2021, populația comunei Crucea se ridică la 1.583 de locuitori, în scădere față de recensământul anterior din 2011, când fuseseră înregistrați 1.833 de locuitori. Majoritatea locuitorilor sunt români (93,18%), iar pentru 6,82% nu se cunoaște apartenența etnică. Din punct de vedere confesional, majoritatea locuitorilor sunt ortodocși (90,65%), cu o minoritate de adventiști (1,26%), iar pentru 7,08% nu se cunoaște apartenența confesională.

## Politică și administrație
Comuna Crucea este administrată de un primar și un consiliu local compus din 11 consilieri. Primarul, Dorin Rusu[*], de la Partidul Social Democrat, este în funcție din 2008. Începând cu alegerile locale din 2024, consiliul local are următoarea componență pe partide politice:
|  | Partid                          | Consilieri | Componența Consiliului | Componența Consiliului | Componența Consiliului | Componența Consiliului | Componența Consiliului | Componența Consiliului | Componența Consiliului |
|  | ------------------------------- | ---------- | ---------------------- | ---------------------- | ---------------------- | ---------------------- | ---------------------- | ---------------------- | ---------------------- |
|  | Partidul Social Democrat        | 7          |                        |                        |                        |                        |                        |                        |                        |
|  | Partidul Național Liberal       | 2          |                        |                        |                        |                        |                        |                        |                        |
|  | Alianța pentru Unirea Românilor | 2          |                        |                        |                        |                        |                        |                        |                        |

## Personalități născute aici
- Niculae-Cornel Crăciun (n. 1925), sportiv la schi nordic.